# 1773
- Wikisource

| Calendário gregoriano                                                        | 1773 MDCCLXXIII                     |
| Ab urbe condita                                                              | 2526                                |
| Calendário arménio                                                           | 1222 – 1223                         |
| Calendário bahá'í                                                            | -71 – -70                           |
| Calendário budista                                                           | 2317                                |
| Calendário chinês                                                            | 4469 – 4470 Início a 23 de janeiro  |
| Calendário copta                                                             | 1489 – 1490                         |
| Calendário etíope                                                            | 1765 – 1766                         |
| Calendários hindus - Vikram Samvat - Calendário nacional indiano - Cáli Iuga | 1828 – 1829 1694 – 1695 4873 – 4874 |
| Calendário Holoceno                                                          | 11773                               |
| Calendário islâmico                                                          | 1187 – 1188                         |
| Calendário judaico                                                           | 5533 – 5534                         |
| Calendário persa                                                             | 1151 – 1152                         |
| Calendário rúnico                                                            | 2023                                |
| Calendário solar tailandês                                                   | 2316                                |

1773 (MDCCLXXIII, na numeração romana) foi um ano comum do século XVIII do actual Calendário Gregoriano, da Era de Cristo,  e a sua letra dominical foi C, teve 52 semanas,  início a uma sexta-feira e terminou também a uma sexta-feira.
| Ano completo                       |
| ---------------------------------- |
| Ano comum com início à sexta-feira |

## Eventos
- 25 de maio - As distinções entre cristãos velhos e cristãos novos são abolidas em Portugal. É igualmente decretada a destruição dos registos cadastrais dos judeus.
- 26 de julho - É descoberta a Ilha do Bananal, localizada no estado brasileiro do Tocantins.
- Fim do reinado de Donam Lhundub, Desi Druk do Reino do Butão, reinou desde 1768.
- Inicio do reinado de Kunga Rinchen, Desi Druk do Reino do Butão reinou até 1776.
- Lei do Chá: a Inglaterra entregou á Companhia das Índias Orientais, o controle sobre a venda do chá para as Treze Colônias.
- É destruída por um incêndio a Ermida de Nossa Senhora do Pilar, na cidade da Horta, ilha do Faial.

## Nascimentos
- 4 de Abril - Conde Gérard, político francês (m. 1852).
- 6 de Abril - James Mill, filósofo (m. 1836)
- 14 de Abril - Conde de Villèle, político francês (m. 1854).
- 23 de Maio - Franz Anton Mesmer, médico suábio, fundamentador do Magnetismo animal (Mesmerismo) e magnetizador por excelência (m. 1815).
- 13 de Junho - Thomas Young, físico, médico e egiptólogo britânico (m. 1829).
- 16 de Maio - Francisco de Melo da Gama de Araújo e Azevedo, Marechal de Campo e Governador de Diu, (m. 17 de Janeiro de 1859).
- 22 de Agosto - Aimé Bonpland, médico, explorador e botânico francês (m. 1858).

## Mortes
- 30 de Agosto - Nicolau Nasoni, arquitecto italiano que trabalhou em Portugal.
- Francisco José Freire, escritor português (n. 1719).

## Por tema
- 1773 na ciência
- 1773 na literatura
- 1773 na música